# 犘氏雙線鰈
犘氏雙線鰈為輻鰭魚綱鰈形目鰈亞目牙鮃科的其中一種，為温帶海水魚，分布於西北太平洋區，從鄂霍次克海南部至朝鮮半島海域，體長可達40公分，棲息在底層水域，生活習性不明。

## 外部鏈結
- 犘氏雙線鰈 （页面存档备份，存于） - 俄羅斯科學院遠東支所海洋生物學研究所博物館 （页面存档备份，存于） （俄文）